# Танты (Жамбылская область)
Танты́ (каз. Танты) — село в Жамбылском районе Жамбылской области Казахстана, входит в состав Жамбылского сельского округа. Код КАТО — 314043500.

## Население
В 1999 году население села составляло 322 человека (162 мужчины и 160 женщин). По данным переписи 2009 года, в селе проживало 530 человек (261 мужчина и 269 женщин).